# Bénédicte Lécroart
Pour les articles homonymes, voir Lécroart.
 (juillet 2022).
Si vous disposez d'ouvrages ou d'articles de référence ou si vous connaissez des sites web de qualité traitant du thème abordé ici, merci de compléter l'article en donnant les références utiles à sa vérifiabilité et en les liant à la section « Notes et références ».
Bénédicte Lécroart, née le 5 novembre 1954 dans le 14e arrondissement de Paris et morte le 19 juillet 2022 à Bobigny, est une chanteuse et actrice de doublage française.

## Biographie
Issue d'une famille de musiciens — elle est la sœur du chanteur lyrique baryton-basse Matthieu Lécroart (La Chapelle rhénane, Arcal, etc.) —, elle a notamment participé à divers groupes de folk et de musique irlandaise dont Faolan (Up Ya Boya), et a été choriste de Sheila, Elsa, Laura Mayne, Patricia Kaas et Gilbert Bécaud.
Très demandée et appréciée pour son travail sur les doublages chantés de nombreux films, elle est entre autres depuis 1991 la voix française officielle de Belle dans La Belle et la Bête et ses suites. Elle est donc devenue la voix française régulière de plusieurs chanteuses américaines comme Paige O'Hara (voix anglophone de Belle dans La Belle et la Bête), Jodi Benson (voix anglophone d'Ariel dans La Petite Sirène), ou Tiffany Giardina.
Bénédicte Lécroart meurt le 19 juillet 2022 à Bobigny, à l'âge de 67 ans, des suites d'une longue maladie.

## Discographie
- 2005 : Gwendal – War-Raog
- 2018 : Faolan – Up Ya Boya
- Morrigane
- Zoazoo, Safari blanc
- Spancil Hill – Don't Come Again

## Doublage

### Cinéma
- Doublage français parlé et chanté de Belle (Paige O'Hara) dans :
  - 1991 : La Belle et la Bête
- Doublage français chanté de personnages féminins de différents longs-métrages :
  - 1992 : Peter Pan : Wendy (dialogues : Séverine Morisot)  - 2e doublage (Kathryn Beaumont)
  - 1993 : Bambi : Féline adulte (dialogues : Aurélia Dausse)  - 3e doublage (Ann Gillis)
  - 1993 : Sacré Robin des Bois : Marianne (dialogues : Marie Vincent) - (Amy Yasbeck)
  - 1994 : Le Cygne et la Princesse : Juliette (dialogues : Valérie Karsenti) - (Liz Callaway)
  - 1998 : Excalibur, l'épée magique : Kayley (dialogues : Julie Turin) - (Andrea Corr)
  - 1998 : Coquin de printemps : La harpe enchantée - 2e doublage (Anita Gordon)
  - 2006 : La Mélodie du bonheur : Sœur Marguerite - 2e doublage (Anna Lee)
- Soliste pour la bande son française de différents longs-métrages :
  - 2011 : Winnie l'ourson : chansons L'univers de Jean-Christophe, Une Mission Importante et Tout ce miel quel trésor (Kristen Anderson-Lopez)
  - 2012 : Clochette et le secret des fées : chansons Nous viendrons et Le Grand Fossé (McClain Sisters)

### Télévision
- Doublage français parlé et chanté de Belle dans :
  - 1997 : La Belle et la Bête 2 : Le Noël enchanté (Paige O'Hara)
  - 1998 : Le Monde magique de la Belle et la Bête (Paige O'Hara)
  - 2002 : Disney's tous en boîte (Jodi Benson)
- Doublage français chanté de personnages féminins de différents longs-métrages :
  - 1997 : Le Cygne et la Princesse 2 : Juliette (dialogues : Valérie Karsenti) - (Michelle Nicastro)
  - 1997 : Babes in Toyland : Mary Lamb (dialogues : Valérie Siclay) (Cathy Cavadini)
  - 1998 : Le Cygne et la Princesse 3 : Juliette (dialogues : Valérie Karsenti) - (Michelle Nicastro)
  - 2000 : Joseph, le roi des rêves : Asenath (dialogues : Valérie Karsenti) - (Jodi Benson)
  - 2001 : La Belle et le Clochard 2 : Lady (dialogues : Barbara Tissier) - (Jodi Benson)
- Soliste pour la bande son française de différents longs-métrages :
  - 2003 : The Galaxy Railways : chanson du générique de fin
  - 2008 : La Fée Clochette : chansons Les fées rêvent du printemps et Restons fidèles à nous-mêmes (Tiffany Giardina)
  - 2009 : Barbie et les Trois Mousquetaires : chanson Toutes Pour Une, Une Pour Toutes (Tiffany Giardina)
  - 2010 : Clochette et l'Expédition féerique : chanson C'est enfin l'été (Cara Dillon)
  - 2010 : Barbie et le secret des sirènes : chanson La Reine des Vagues (T-Marie)
  - 2010 : Barbie et la magie de la mode : chanson La Vie est un Conte de Fées (Tiffany Giardina)

### Jeux vidéo
- Voix française de Belle (Paige O'Hara) dans :
  - 2002 : Kingdom Hearts
  - 2006 : Kingdom Hearts 2
  - 2012 : Disney Princesses : Mon royaume enchanté